# Jeep
Jeep er et bilmærke under Chrysler Group LLC i USA med hovedsæde i Auburn, Michigan. Modellerne består udelukkende af firehjulstrukne, heraf de fleste nogenlunde terrængående, køretøjer, og Jeep har i over 60 år været synonym med off-roadere.

## Historie
Jeeps historie begynder i 1940, hvor den amerikanske hær havde et behov for et køretøj til let transport og rekognoscering. En liste over krav blev opstillet og sendt til udbud hos en lang række bilfabrikker, hvoraf tre i sidste ende blev valgt til at producere 1500 enheder hver. De tre modeller var:
- Bantam 40 BRC
- Willys MA
- Ford GP

De lignede alle tre til forveksling hinanden, og resultatet blev i 1941 til en modificeret udgave af Willys køretøj, nu kendt som Willys MB. Både Willys og Ford fik dog kontrakt på at bygge det nye køretøj, og navnet hos Ford blev GPW. Ford brugte dengang en række bogstavkoder for hver af sine modeller, 'G' stod for Government, 'P' var bogstavet for en 80-tommers hjulbase som denne var udstyret med, og 'W' stod for Willys. I løbet af 2. verdenskrig leverede Willys og Ford over 700.000 eksemplarer af den terrængående bil til hæren. Historien lyder, at udtalen GP på engelsk hurtigt blev til "Jeep" af mændene (GP udtales "Djii Pii" på engelsk) der dagligt brugte den. Et mere farverigt forslag er, at en tegnet figur i en gammel Skipper Skræk-film hed Eugene the Jeep, som kunne gøre næsten alt, ligesom en Willys/Ford. Om dette har hold i virkeligheden vides ikke.

### Efter krigen
Efter krigen så Willys at der var et marked for civile terrænkøretøjer og markedsførte sin bil under navnet Jeep (Willys registrerede varemærket "Jeep" i 1950). De første decideret civile udgaver kom på gaden i 1945. Firmaet Willys-Overland blev i 1953 solgt til Henry J. Kaiser, som videreudviklede mærket og tilføjede mange nye modeller, stadig under Jeep-navnet. Kaiser Jeep, som det kom til at hedde, blev købt af American Motors Corporation i 1970, og den stadigt stigende efterspørgsel på off-roadere gjorde at i 1978 var produktionen på 600 biler om dagen.

### Nyere tid
American Motors Corporation blev i 1987 overtaget af Chrysler Corporation, som videreførte mærket stort set uændret.
I 1998 fusionerede Chrysler Corporation med Daimler-Benz AG og dannede DaimlerChrysler, hvilket førte til flere mekaniske ændringer i modellerne. Liberty og Grand Cherokee kunne nu fås med en Mercedes-Benz dieselmotor. Introduceret i 2006, blev også årgang 2007 af en helt ny Jeep Wrangler, den første rigtige ændring af modellens design siden den først blev sat i produktion. Den nye model var også første gang at en Wrangler kunne fås med 4 døre og bagsæde.
I 2007 besluttede Daimler at skille sig af med Chrysler-divisionen igen, og den amerikanske del af selskabet blev herefter til Chrysler Group LLC, som fortsat producerer Jeep.
Jeep produceres i dag i USA, Argentina, Indonesien, Kina, Malaysia, Thailand, Venezuela, Egypten og Østrig.
Ordet "Jeep" bruges i dag af nogle danskere frit om enhver type firehjulstrækker, til trods for at der i Danmark egentlig kører relativt få "ægte" Jeeps. Men dette understreger blot den betydning, mærket har haft op gennem historien.

## Modeller

### Historiske modeller
- Jeep CJ (CJ-2A, -3A, -3B, -4, -5, -6, -7, -8) – Alla varianter er Willys originalfartøjer. CJ står for Civilian Jeep
  - 1941-1945 MA/MB
  - 1945-1949 CJ-2A
  - 1949-1953 CJ-3A (Militær version M38)
  - 1953-1968 CJ-3B (Militær version M606)
  - 195X-195X CJ-4 (Prototype)
  - 1955-1983 CJ-5 (Militær version M38A1)
  - 1955-1981 CJ-6 – forlænget CJ-5 (Militær version M170)
  - 1976-1986 CJ-7
  - 1981-1985 CJ-8 – forlænget CJ-7
  - 1981-1985 CJ-10 – med flak
- 1963-1970 Jeep Gladiator (Jeep SJ) med flak
- 1970-tallet Jeep Honcho (Jeep SJ) med flak. (Jeep J10 och J20).
- 1974-2001 Jeep Cherokee – Original-SUV:en
  - 1974-1991 Jeep SJ, Cherokee, Wagoneer og Grand Wagoneer (1984-91)
  - 1984-2001 Jeep XJ (mindre størrelse) Cherokee og Wagoneer
- Jeep Dispatcher (DJ) – En postjeep
- Jeep Jeepster – En passagerjeep
  - 1948-1950 VJ – Willys Jeepster
  - 1966-1971 C101 – Jeepster Commando
  - 1972-1973 C104 – Jeep Commando
- 1956-1965 Jeep Forward Control
  - FC-150
  - FC-170
- 1963-1990 Jeep Wagoneer – SUV
  - 1963-1983 Jeep SJ
  - 1984-1999 XJ (Jeep Cherokee) Mellemstor Cherokee/Wagoneer
- 1986-1992 MJ (Jeep Comanche Mellemstor Cherokee-baseret flakjeep
- 1984-1991 Jeep Grand Wagoneer – SUV
  - 1984-1991 Jeep Grand Wagoneer – Videreudvikling af SJ-chassiet
  - 1993 Jeep Grand Wagoneer – En variant af Grand Cherokee
- 2015 (still in production) Jeep Renegade

### Udgåede modeller fra nyere tid
- Jeep Wrangler YJ 1987-1996
  - Jeep Wrangler TJ 1997-2007

### Nuværende modeller
- 2006 Jeep Commander – en stor SUV med 3 sidderækker
- 2007 Jeep Compass – en mere personbilslignende Jeep
- Jeep Grand Cherokee – stor SUV
- Jeep Liberty (sælges i Danmark som Jeep Cherokee)
- Jeep Patriot
- 2007 Jeep Wrangler – komplet redesign af den klassiske model
  - 2007 Jeep Wrangler Unlimited – den første 4-dørs version af Wrangler-modellen
- 2015 Jeep Renegade

- Wikimedia Commons har flere filer relateret til Jeep